# 이마힘살

이마힘살(frontal belly 또는 frontalis muscle) 또는 전두근은 머리뼈(skull)를 덮고있는 근육이다. 일부 책은 뒤통수힘살을 분리된 근육으로 분류한다. 하지만 현재 Terminologia Anatomica는 이마힘살을 뒤통수힘살(occipital belly)과 함께 뒤통수이마근(occipitofrontalis muscle)의 일부로 분류한다.

## 같이 보기
- 뒤통수이마근